# 索里耶
索里耶（法語：Saurier，法語發音：[soʁje]）是法国多姆山省的一个市镇，位于该省西南部，属于伊苏瓦尔区。

## 地理
索里耶（45°32'17"N, 3°2'45"E）面积8.36 平方千米，位于法国奥弗涅-罗讷-阿尔卑斯大区多姆山省，该省份为法国中南部省份，北起阿列省接壤，东临卢瓦尔省，南至上盧瓦爾省和康塔爾省，西接科雷兹省和克勒兹省。
与索里耶接壤的市镇（或旧市镇、城区）包括：库尔古勒、圣迪耶里、圣弗洛雷。

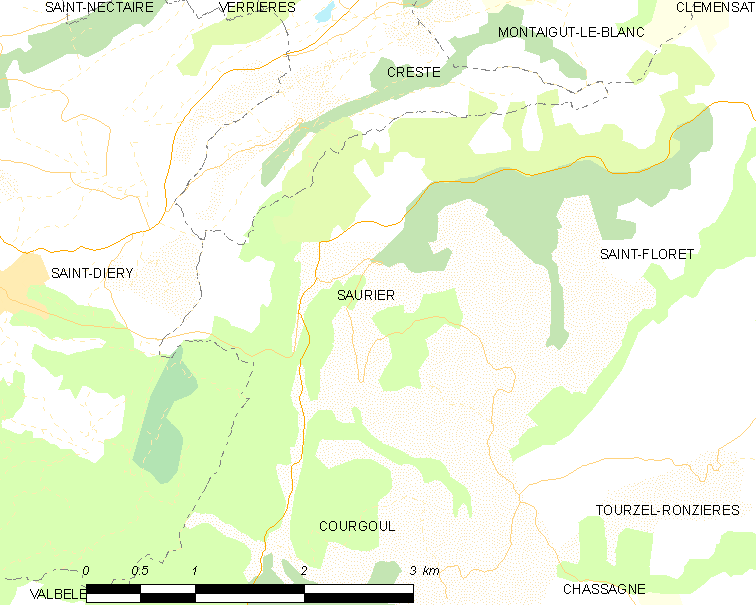
索里耶的OSM定位图

索里耶的时区为UTC+01:00、UTC+02:00（夏令时）。

## 行政
索里耶的邮政编码为63320，INSEE市镇编码为63409。

## 政治
索里耶所属的省级选区为勒桑西县。

## 人口

1962-2008年间索里耶人口变化图示

索里耶于2022年1月1日时的人口数量为248人。